# Lijst van feministische literatuur
Dit is een chronologisch geordende lijst van belangrijke bijdragen aan de feministische literatuur.

Feministische literatuur is fictie of non-fictie waarvan de thematiek de doelstellingen van het feminisme ondersteunt: gelijke burgerlijke, politieke, economische en sociale rechten voor vrouwen en mannen. Vaak portretteert deze literatuur de rol van vrouwen als ongelijk aan die van mannen en toont ze de ongewenste gevolgen van deze discriminerende behandeling. Sommige van de hieronder genoemde werken zijn in later eeuwen ' protofeministisch genoemd: feministisch avant la lettre.

## 15e eeuw

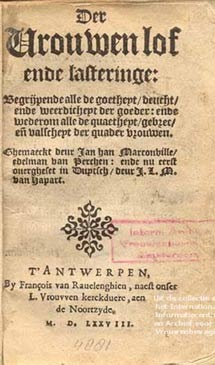
Der vrouwen Lof ende Lasteringe (1578)

- Le Livre de la Cité des Dames, Christine de Pisan (ca. 1404/1405)
- Le Livre des Trois Vertus à l'Ensaignement des Dames, Christine de Pisan (ca. 1405)
- Le Ditié de Jehanne d'Arc, Christine de Pisan (1429)

## 16e eeuw
- Her Protection for Women, Jane Anger (1589)
- Declamatio de nobilitate et praecellentia foeminei sexus (Redevoering over de adel en de superioriteit van de vrouwelijke sekse), Heinrich Cornelius Agrippa (1529, Londen 1670)
- Der vrouwen lof ende lasteringe: begrijpende alle de goetheyt, deucht ende weerdicheyt der goeder: ende wederom alle de quaetheyt gebrec en valscheyt der quader vrouwen, Jean de Marconville (1578; vertaling door J.M.L. van Hapart van De la bonté et mauvaiseté des femmes (1564))
- Defensio sexus muliebris, opposita futilissimas disputationi recens editae, qua suppresso authoris & typographi nomine, blaspheme contenditur, mulieres homines non esse  (Verdediging van het vrouwelijke geslacht, in tegenstelling tot de meest nutteloze discussie die onlangs is gepubliceerd, waarin, met de naam van de auteur en drukker onderdrukt, op godslasterlijke wijze wordt beweerd dat vrouwen geen menselijke wezens zijn), Simon Gediccus (1595), in Latijn hier in te zien. Hier en hier een (Engelstalige) inbedding van de tekst.

## 17e eeuw

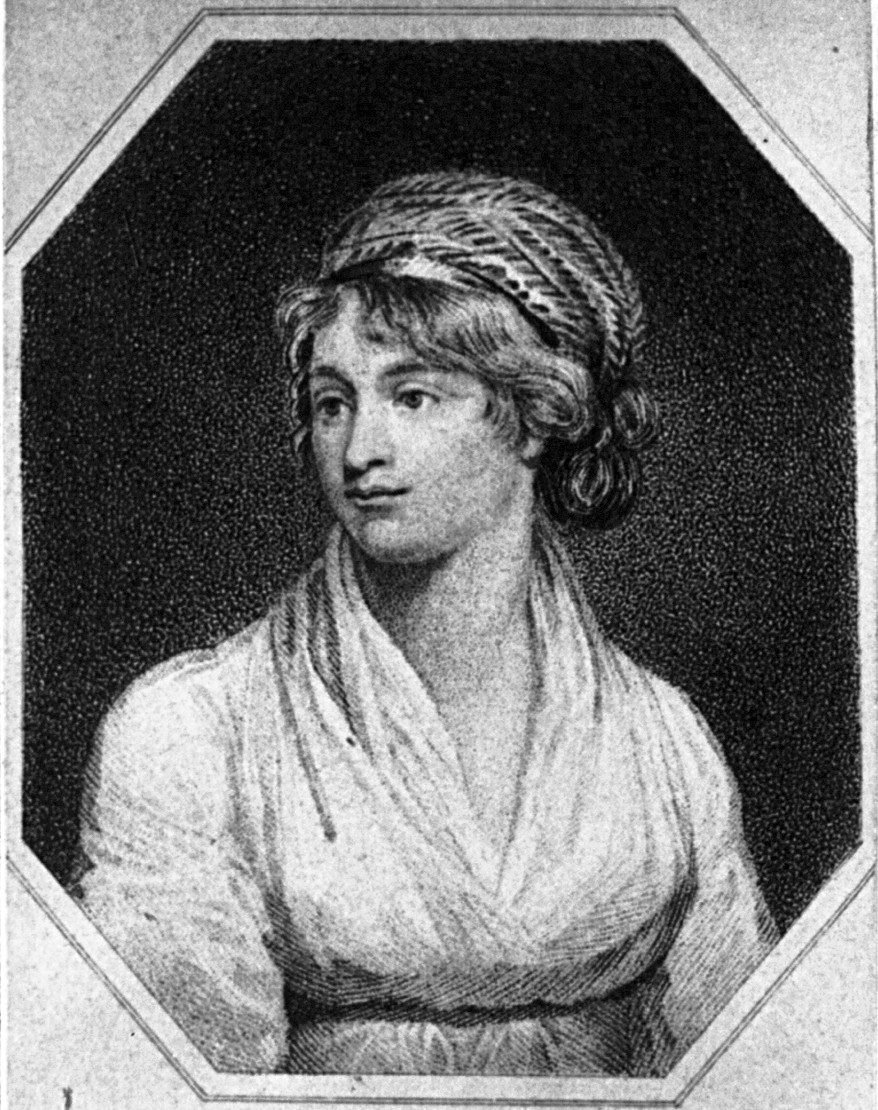
Portret van Mak en Wollstonecraft

- The Adventure of the Black Lady, Aphra Behn (1640-1689)
- Égalité des hommes et des femmes (1622), en Grief des dames (1626), Marie de Gournay (1565-1645)
- Dissertatio de Ingenio Muliebris ad Doctrinam, & meliores Litteras aptitudine, Anna Maria van Schurman (1652)
- De l'égalité des deux sexes (1673), François Poullain de la Barre (1647-1825)
- Van de uitnementheyt des vrouwelicken geslachts (1639), Johan van Beverwijck en Cornelis Boey. Hier in te zien.

## 18e eeuw

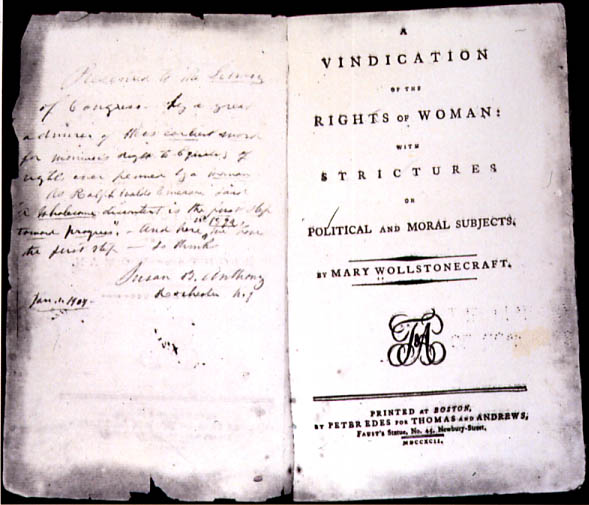
A Vindication of the Rights of Woman, 1792

- Woman not inferior to man; or, A short and modest vindication of the natural right of the fair-sex to a perfect equality of power, dignity, and esteem, with the men, Sophia (1739), hier in te zien.
- A Vindication of the Rights of Woman, Mary Wollstonecraft (1791)
- Déclaration des Droits de la Femme et de la Citoyenne, Olympe de Gouges (1791)
- Maria: or, The Wrongs of Woman, Mary Wollstonecraft (1798)
- Sur l´injustice des loix en faveur des hommes, au dépens de femmes, Etta Palm (1790), in Engels in te zien hier.
- Appel aux Francoises sur la régénération des moeurs, et nécessité de l’influence des femmes dans un gouvernement libre, Etta Palm (1791), origineel met vertaling hier in te zien.A Vindication of the Rights of Woman, 1792

## 19e eeuw
- Indiana, George Sand (1832)
- Valentine, George Sand (1832)
- Lélia, George Sand (1833)
- Jacques, George Sand (1834)
- Woman in the Nineteenth Century, Margaret Fuller (1845)
- Incidents in the Life of a Slave Girl, Harriet Jacobs (1861)
- The Woman with Prospects, Concepción Arenal (1869)
- The Adventures of a Woman in Search of her Rights, Florence Claxton (1872)
- Papa's Own Girl, Marie Howland (1874)
- The Sexes Throughout Nature, Antoinette Brown Blackwell (1875)
- Een poppenhuis, Henrik Ibsen (1879)
- Mizora, Mary Lane (1883/1881)
- Die Frauenfrage in Deutschland (1883)
- Ein deutsches Mädchen in Amerika (1883)
- The Woman in her House, Concepción Arenal (1883)
- Cathy the Caryatid, Gabriela Zapolska (1886)
- New Amazonia, Elizabeth Burgoyne Corbett (1889)
- A voice from the South, Anna J. Cooper (1892), essays. In 2021 voor het eerst vertaald in het Nederlands als Een stem uit het Zuiden.
- The Yellow Wallpaper, Charlotte Perkins Gilman (1892)
- The New Woman, Bolesław Prus (1893)
- Unveiling a Parallel, Alice Ilgenfritz Jones & Ella Merchant (1893)
- Hilda van Suylenburg, Cecile de Jong van Beek en Donk (1897)
- Vrouwenbelangen, Aletta Jacobs[1] (1899)
- Arqtiq, Anna Adolph (1899)
- The Awakening, Kate Chopin (1899)

## 20e eeuw

### 1900-1959
- The House of Mirth, Edith Wharton (1905)
- Pygmalion, George Bernard Shaw (1902)
- A Room of One's Own, Virginia Woolf (1929)
- Three Guineas, Virginia Woolf (1938)
- Le deuxième sexe, Simone de Beauvoir (1949)
- Door Duisternis tot Licht (Habis gelap terbitlah terang), Raden Adjeng Kartini (1912) Hier in te zien, originele brieven die gebundeld zijn in het boek hier.

### 1960-1979
- The Feminine Mystique, Betty Friedan, (1963)
- De Glazen Stolp (Engelse titel: The Bell Jar), Sylvia Plath (1963)
- SCUM Manifesto, Valerie Solanas (1968)
- The Female Eunuch (Nederlands: De vrouw als eunuch), Germaine Greer (1970)
- Sexual Politics, Kate Millett (1970)
- The Dialectic of Sex, Shulamith Firestone (1970)
- Sisterhood Is Powerful: An Anthology of Writings from the Women's Liberation Movement, Robin Morgan (1970)
- Woman's Estate, Juliet Mitchell (1971)
- Beyond God the Father, Mary Daly (1973)
- My Secret Garden: Women's Sexual Fantasies, Nancy Friday (1973)
- Is Female to Male as Nature Is to Culture?, Sherry B. Ortner (1974)
- Toward a Phenomenology of Feminist Consciousness, Sandra Bartky (1975)
- Against Our Will, Susan Brownmiller (1975)
- Le rire de la Méduse, Hélène Cixous (1975)
- The Female Imagination, Patricia Meyer Spacks (1975)
- The Traffic of Women, Gayle Rubin (1975)
- The Female Man, Joanna Russ (1975)
- Forbidden Flowers: More Women's Sexual Fantasies, Nancy Friday (1975)
- De schaamte voorbij, Anja Meulenbelt (1976)
- Lover, Bertha Harris (1976)
- Literary Women, Ellen Moers (1976)
- Black Macho and the Myth of the Superwoman, Michele Wallace (1976)
- Of Woman Born: Motherhood as Experience and Institution, Adrienne Rich (1976)
- When God Was a Woman (Nederlands:Eens was God als vrouw belichaamd), Merlin Stone (1976)
- A Literature of Their Own, Elaine Showalter (1977)
- My Mother, My Self: The Daughter's Search for Identity, Nancy Friday (1977)
- The Madwoman in the Attic, Sandra Gilbert and Susan Gubar (1979)
- The Bloody Chamber, Angela Carter (1979)
- Woman and Nature: The Roaring Inside Her, Susan Griffin (1979)
- Women and Household Labor, Sarah Fenstermaker Berk (1979)

### 1980-1989
- Men in Love, Men's Sexual Fantasies: The Triumph of Love Over Rage, Nancy Friday (1980)
- Ain’t I a Woman? Black Women and Feminism, bell hooks (1981)
- This bridge called my back: writings by radical women of color, Cherrie Moraga en Gloria Anzaldua (1981)
- In a Different Voice, Carol Gilligan (1982)
- Le livre de Promethea, Hélène Cixous (1983)
- Women, Race, and Class, Angela Davis (1983)
- The Politics of Reality, Marilyn Frye (1983)
- How to Suppress Women's Writing, Joanna Russ (1983)
- Outrageous Acts and Everyday Rebellions, Gloria Steinem (1983)
- Feminist theorists: Three centuries of key women thinkers, Dale Spender (1983)
- In Search of Our Mothers' Gardens: Womanist Prose, Alice Walker (1983)
- Pure Lust, Mary Daly (1984)
- Sister/Outsider, Audre Lorde (1984)
- Feminist Theory: From Margin to Center, bell hooks, (1984)
- The Handmaid's Tale, Margaret Atwood (1985)
- Beyond Power, War Against Women, From Eve to Dawn, Marilyn French (1985)
- Jealousy, Nancy Friday (1985)
- Feminist Studies, Critical Studies, Teresa de Lauretis (1986)
- Borderlands, Gloria Anzaldúa (1987)
- Intercourse, Andrea Dworkin (1987)
- Lesbian Ethics: Toward New Value, Sarah Lucia Hoagland (1988)
- A Vindication of The Rights of Whores, Gail Pheterson(ed.) (1989)
- Gender Trouble, Judith Butler (1989)
- Presenting sister noblues, Hattie Gossett (1989)

### 1990-1999
- Black Feminist Thought, Patricia Hill Collins (1990)
- Daring to Be Bad: Radical Feminism in America, 1967-1975, Alice Echols (1990)
- Backlash: The Undeclared War Against American Women, Susan Faludi (1991)
- Sexual/Textual Politics, Toril Moi (1991)
- The Beauty Myth, Naomi Wolf (1991)
- Women on Top: How Real Life Has Changed Women's Sexual Fantasies, Nancy Friday (1991)
- Revolution From Within: A Book of Self-Esteem, Gloria Steinem (1992)
- Women Who Run With the Wolves : Myths and Stories of the Wild Woman Archetype, Clarissa Pinkola Estes (1992)
- The Mismeasure of Woman: Why Women Are Not the Better Sex, the Opposite Sex, or the Inferior Sex, Carol Tavris (1992)
- Backlash: The Undeclared War Against American Women, Susan Faludi, Susan" (1992)
- Unbearable Weight: Feminism, Western Culture, and the Body, Susan Bordo (1993)
- Fire With Fire : The New Female Power And How It Will Change the 21st Century, Naomi Wolf (1993)
- Gender Outlaw, Kate Bornstein (1994)
- Feminism : The Essential Historical Writings, Miriam Schneir (1994)
- The Creation of Feminist Consciousness: From the Middle Ages to Eighteen-Seventy, Gerda Lerner (1994)
- Pythagoras' Trousers - God, Physics, and the Gender Wars Margaret Wertheim (1995)
- Who Stole Feminism? - How women have betrayed women, Christina Hoff Sommers (1996)
- The Rejected Body: Feminist Philosophical Reflections on Disability, Susan Wendell (1997)
- The Invention of Women: Making an African Sense of Western Gender Discourses, Oyeronke Oyewumi (1997)
- Upanibesh, Sarojini Sahoo (1998)
- Pratibandi, Sarojini Sahoo (1999)
- The Power of Beauty, Nancy Friday (1999)
- Stiffed : The Betrayal of the American Man, Susan Faludi (1999)
- The whole woman, Germaine Greer (1999)

## 21e eeuw
- Feminism Is For Everybody: Passionate Politics, Bell Hooks (2000)
- Manifest : young women, feminism, and the future, Jennifer Baumgardner and Amy Richards (2000)
- Slut!: Growing Up Female With A Bad Reputation, Leora Tanenbaum (2000)
- Black Feminist Thought. Knowledge, Consciousness and the Politics of Empowerment, Second Edition, Patricia Hill Collins (2000)
- Pink Think : Becoming A Woman In Many Uneasy Lessons, Lynn Peril (2002)
- Not My Mother's Sister: Generational Conflict and Third-Wave Feminism, Astrid Henry (2004)
- De derde feministische golf, Dirk Verhofstadt (2004)
- Nice girls don't get the corner office, Lois P. Frankel (2004)
- Female Chauvinist Pigs: Women and the Rise of Raunch Culture, Ariel Levy (2005)
- Feminism: A very short introduction, Margaret Walters (2005)
- Are Men Necessary? When Sexes Collide, Maureen Dowd (2005)
- The Dark Abode, Sarojini Sahoo. (Oorspronkelijk gepubliceerd in het Oriya als Gambhiri Ghara) (2006)
- Tales from the Town of Widows, James Canon (2007)
- Stripped: Inside The Lives of Exotic Dancers, Bernadette Barton (2007)
- Beyond My Control: Forbidden Fantasies in an Uncensored Age, Nancy Friday (2009)
- F*ck die Onzekerheid, Vreneli Stadelmaier (2014)
- Echte vrouwen bestaan niet: of waarom mij naam niet 'hey sexy' is, Yasmine Schillebeeckx (2016)
- Mannen leggen me altijd alles uit (vertaling van: Men explain things to me), Rebecca Solnit (2017)
- Wolf, Maartje Laterveer (2019)
- Feminist Fataal: Alles wat je lekker zelf mag weten over gender, seks en je lichaam, Dorien van Linge (2019)
- Krabben: van vrouw tot vrouw (2020), Daan Borrel en Milou Deelen (2020)
- Invisible Women: Exposing data bias in a world designed for men, Caroline Criado Perez (2020)
- Hood Feminism Notes from the Women That a Movement Forgot, Mikki Kendall (2021)
- Feminisme voor mannen en andere wezens, Frank Meester (2023)

## Voetnoten
1. ↑  download